# 八百壯士 (臺灣)

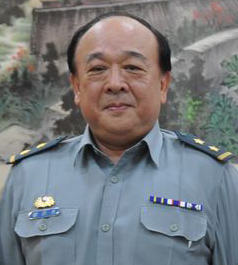
八百壯士知名人物之一吳斯懷。

八百壯士是一個中華民國團體，由中華民國部分退伍軍人所組成，其主要意識為反對民主進步黨執政下的中華民國政府對職業軍人退休金制度的更改，知名人物有指揮官吳其樑、副指揮官兼發言人吳斯懷、已逝世的上校繆德生等。「八百壯士」一詞原指第二次中日戰爭中參與四行仓库保卫战的國民革命軍

## 沿革
中華民國政府以軍人退撫基金為該國職業軍人的退休金，由軍人個人繳納35%，政府提供65%共同支付，職業軍人退伍後即可支領其退休金。1990年代起中央政府開始精簡軍隊，使軍人退撫基金入不敷出，可能在2020年用罄，行政院遂提出《海陸空軍軍官士官服役條例修正草案》（俗稱軍人年改案、軍改案）來處理，主要受影響者為高階軍官。不滿此一政策的軍人發起抗議活動。此一政策亦被質疑違反該國憲法的不溯及既往原則。
2017年2月21日，部分退伍國軍在立法院前發起「八百壯士捍衛權益行動」，以「黃復興、保年金」口號，繞行立法院一圈，向執政的蔡英文政府抗議，參與者包含前退輔會副主委吳其樑、前陸軍副司令吳斯懷及中國國民黨黃復興黨部。參與者組織稱為「八百壯士」，每夜會有人在立法院附近搭帳留宿。後由於天氣不穩定，駐紮人數減少。八百壯士在抗議過程中，曾對立法院丟擲煙霧彈。2017年9月3日的軍人節，上千人參與該行動組織發起的遊行陳抗。同月，八百壯士聲明將轉型為社團法人。
2018年2月，參與者繆德生在陳抗過程中不慎自高處摔落而犧牲逝世。該年4月，八百壯士向立法院院長蘇嘉全遞出陳情書，希望他為軍人年改請求釋憲。

### 2018年4月陳抗衝突
2018年4月25日在立法院舉行的《陸海空軍軍官士官服役條例修正草案》公聽會上，政府未給予實質答詢，有過場之虞，八百壯士憤而在立法院外發起抗議。抗議時，八百壯士欲強行進入立法院，並朝院區丟擲物品，警方壓制阻擋其抗議行動，雙方皆有人受傷，有一名退役上校手指遭油壓剪剪斷。當時也有不少記者涉入雙方衝突而受傷。民主進步黨政府稱將嚴辦八百壯士領導者。次日，吳斯懷宣布當次活動業已達成目標，暫且解散，“择期再战”。